# A szabadítóművész
A szabadítóművész (eredeti cím: The Escape Artist ) háromrészes angol thriller-drámasorozat, melynek megalkotója és forgatókönyvírója David Wolstencroft, rendezője Brian Welsh. A főszerepben David Tennant látható.
2013. október 29-én mutatta be a BBC One. A felvételeket 2013. január 24. és március 22-e között vették fel, több helyszínen (London, Hertfordshire, Surrey és Skócia).

## Cselekmény
Az ügyvédet játszó Will Burtont (David Tennant) arról ismerik, hogy sosem vesztett egyetlen ügyet sem karrierje során, mindig sikerült a bűnözőket a legnehezebb helyzetekből is kimentenie. Will elvállalja, hogy megvéd egy gyanúsítottat, Liam Foyle-t (Toby Kebbell), akit gyilkossággal vádoltak meg, habár ártatlansága megkérdőjelezhető. Miután megvizsgálta a bizonyítékokat, Will talál egy kiskaput és így Foyle-t felmentik.
Foyle úgy érzi, hogy Will semmibe vette, ezért bosszúból követni kezdi a feleségét (Ashley Jensen) és fiát, Jamiet (Gus Barry). Amikor Will megérkezik a nyaralójukba, megtalálja feleségét, akit brutálisan meggyilkoltak és fiát, aki sokkban van; megpillantja Foyle-t a házon kívül. Maggie Gardner (Sophie Okonedo), aki eddigi karrierjét Will árnyékában töltötte, elvállalja a védelmét. A vádat Burton két kollégája képviseli, de mivel nem bízik bennük, elkezdi saját nyomozását is. Rájön, hogy a nő, aki Foyle alibijéről gondoskodik, vigyáz Foyle dolgaira is egy tárolóban. Egy kutatás során a rendőrség bizonyítékot talál Foyle ellen. Jamienek végül sikerül elmesélnie a történteket, ez később DNS bizonyítékokhoz vezet.
Gardnernek sikerül semmissé tennie a bizonyítékot Foyle ellen, így ismét felmentik, de egyre inkább bizonytalanná válik, miután Foyle őt is követni kezdi. Will Skóciáig követi Foyle-t és az események Foyle halálához vezetnek. Willt gyilkossággal vádolják meg és kijelöli magát, hogy megvédi magát a bíróságon. Amíg az esküdtszék az ítéletről dönt, Gardner megosztja az elméletét Willel, aki szerinte a tökéletes bűntényt követte el. Az esküdtszék visszatér az ítélettel, hogy nem tudták Will bűnösségét bizonyítani, így szabadon engedik.

## Szereplők
- David Tennant – Will Burton
- Sophie Okonedo – Maggie Gardner
- Toby Kebbell – Liam Foyle
- Ashley Jensen – Kate Burton
- Alistair Petrie – Julian Fowkes QC
- Kate Dickie – Jenny Sinclair
- Roy Marsden – Peter Simkins
- Patrick Ryecart – Gavin de Souza QC
- Jeany Spark – Tara Corbin
- Monica Dolan – Eileen Morris
- Stephen Wight – Danny Monk
- Tony Gardner – Trever Harris
- Anton Lesser – Richard Mayfield QC
- Bríd Brennan – Mary Byrne

## Epizódok
| Sor. | Év. | Cím           | Rendező     | Író                | Premier            | Nézettség   |
| --- | --- | ------------- | ----------- | ------------------ | ------------------ | ----------- |
| 1. | 1.  | Első rész     | Brian Welsh | David Wolstencroft | 2013. október 29.  | 6,19 millió |
| Will Burton egy tehetséges ügyvéd, klienseit a legnehezebb helyzetből is kirángatja. A legutóbbi felmentése váratlan fordulatot vesz - halálos következményekkel. |     |               |             |                    |                    |             |
| 2. | 2.  | Második rész  | Brian Welsh | David Wolstencroft | 2013. november 5.  | 5,32 millió |
| Liam Foyle újra tárgyaláson van, ezúttal Will régi ellenfele, Maggie Gardner védelmezésével.                                                                      |     |               |             |                    |                    |             |
| 3. | 3.  | Harmadik rész | Brian Welsh | David Wolstencroft | 2013. november 12. | 5,64 millió |
| Will olyan helyzetben találja magát, ahol a saját kezébe kell vennie az ítélkezést, amikor a Foyle elleni vád összeomlik.                                         |     |               |             |                    |                    |             |

## Fogadtatás
A sorozat pozitív értékeléseket kapott.

## Fordítás
- Ez a szócikk részben vagy egészben  a   The Escape Artist (TV series) című angol Wikipédia-szócikk ezen változatának fordításán alapul.  Az eredeti cikk szerkesztőit annak laptörténete sorolja fel. Ez a jelzés csupán a megfogalmazás eredetét és a szerzői jogokat jelzi, nem szolgál a cikkben szereplő információk forrásmegjelöléseként.